# Formica indianensis
Formica indianensis é uma espécie de formiga do gênero Formica, pertencente à subfamília Formicinae.